# Autheuil-Authouillet
Autheuil-Authouillet é uma comuna francesa na região administrativa da Normandia, no departamento de Eure. Estende-se por uma área de 11,7 km². Em 2010 a comuna tinha 977 habitantes (densidade: 83,5 hab./km²).